# Ataru Nakamura
Pour les articles homonymes, voir Nakamura.
Ataru Nakamura (中村 中, Nakamura Ataru) née le 28 juin 1985, est une chanteuse, parolière et actrice japonaise. Après avoir chanté avec Avex Trax, Nakamura sort son premier single Yogoreta Shitagi en 2006. Elle a attiré l'attention du public après son coming out public en tant que femme transgenre via son site internet le 11 septembre 2006.
Le deuxième single d'Ataru Nakamura Tomodachi no Uta, qui détaille sa lutte avec la sexualité et l'amour non partagé pour son amie, est devenu son succès décisif, atteignant la neuvième place dans les classements au Japon. Son premier album studio, Ten Made Todoke, est sorti en janvier 2007 et est certifié or par la Recording Industry Association of Japan. Son quatrième album studio Shōnen Shōjo (2010) a remporté les 52e Japan Record Awards avec la récompense d'album d'excellence. En mai 2011, Nakamura sort son premier album de compilation, Wakage no Itari.

## Biographie

### Jeunesse
Ataru Nakamura est née le 28 juin 1985 à Sumida-ku, à Tokyo. Ses parents ont divorcé quand elle était petite et elle a été élevée par sa mère. Ataru Nakamura a commencé à étudier la musique tôt dans sa vie, apprenant à jouer du piano à l'âge de dix ans et commençant à écrire ses propres chansons à quinze ans.

### Carrière musicale

#### 2004–2006: la période de Avex Trax etTen Made Todoke
En 2006, elle passe chez un label majeur : Avex Trax. Son premier single majeur, Yogoreta Shitagi , est sorti le jour de son anniversaire et a reçu une attention mineure. Yogoreta Shitagi parle d'un de ses ex-petit amis qui la trompait. Il est écrit du point de vue du petit ami en question. Ataru Nakamura a appelé cet ex au téléphone pour lui expliquer que la chanson qu'elle avait écrite sur lui allait être son premier single.
Son deuxième single, Tomodachi no Uta, a reçu une plus grande attention et s'est classé 150e des classements Oricon. Cependant, ce n'est que lorsque Ataru Nakamura a fait son coming out en tant que femme transgenre que la chanson a reçu une attention majeure. Son explication a attiré beaucoup d'attention dans les médias et son single s'est hissé à la neuvième place des classements Oricon. Tomodachi no Uta est devenu le thème du drame télévisé populaire Watashi ga Watashi de Aru Tame ni, un drame télévisé aux heures de grande écoute sur une jeune femme transgenre. Ataru Nakamura a même fait une petite apparition dans le programme.
Ataru Nakamura a écrit Tomodachi no Uta quand elle avait quatorze ans. C'était la première chanson qu'elle ait jamais écrite.[réf. nécessaire] Elle a écrit la chanson pour dire au revoir à ses amis du collège qu'elle ne reverrait plus jamais. Tomodachi no Uta a été présenté dans une comédie musicale Avex Trax intitulée Kokoro no Kakera . La bande originale comprenait 21 chansons choisies parmi les succès au Japon au cours des deux dernières décennies.
Son troisième single, Watashi no Naka no Ii Onna, est entré dans les classements Oricon à la 39e place. Le même jour, la chanson Chewing Gum, écrite par Ataru Nakamura pour le groupe AAA, a fait ses débuts sur le palmarès Oricon. Ses deux chansons se sont affrontées pendant quatre semaines.
Son premier album, Ten Made Todoke, est sorti le 1er janvier 2007. Un mois plus tard, elle a sorti Kaze ni Naru, son quatrième single. Kaze ni Naru était utilisé pour le thème du film Sakebi.
Sa chanson Kakeashi no Ikizama a été utilisée comme thème de clôture de la série animée Reideen.

#### Fin 2007–2008: la périodeWatashi wo Daite Kudasai
Le cinquième single de Ataru Nakamura a servi à la promotion de son deuxième album intitulé Watashi wo Daite Kudasai. L'album est sorti le 5 décembre 2007. Ringo Uri, le premier single de l'album, a été entendu pour la première fois le 27 juin 2007 et a culminé à la 30e place des classements Oricon. Le deuxième single de l'album, Hadaka Denkyū, est sorti le 21 novembre. Tori no Mure, le troisième single de l'album et son septième au total, a reçu une diffusion mineure.

#### 2009: la périodeAshita wa Haremasu You Ni
Kaze Tachinu est sortie le 9 juillet 2008. La chanson a été utilisée comme thème pour le film d'action en direct GeGeGe no Kitaro Sennen Noroi Uta . Le single a bien marché et a été reçu un peu comme Tomodachi no Uta. Ataru Nakamura est apparue à AP Bank Fes'08, un festival musical, le 20 juillet 2008, pour promouvoir le single.
Ataru Nakamura a sorti Kotonakare Shugi, une chanson rock produite par Kameda Seiji, le 17 décembre 2008.
Elle a écrit une chanson intitulée Hare-butai pour Jero, le premier chanteur d'enka noir du Japon.
Ashita wa Haremasu You Ni était le troisième album studio d'Ataru Nakamura, sorti le 25 février 2009 dans les éditions standard et de luxe, cette dernière contenant un DVD contenant diverses performances et vidéoclips.

#### 2010: la période deShōnen Shōjo
En 2010, Ataru Nakamura a transféré sa direction d'Avex Trax à Yamaha Music Communications. Elle a sorti le single Iede Shoujo, qui a fait ses débuts en 90e place des charts Oricon et s'est vendu à 796 exemplaires la première semaine. Le 22 septembre est sorti son album intitulé Shōnen Shōjo. il était 65e sur l'Oricon et s'est vendu à 2 103 exemplaires la première semaine. L'album a ensuite reçu un Japan Record Award, malgré son manque de succès commercial.

## Vie privée
Ataru Nakamura a été assignée homme à la naissance, mais a fait sa transition après avoir lutté contre des problèmes d'identité de genre. Cela a été mentionné dans sa courte biographie officielle lors de son apparition au Kōhaku Uta Gassen en 2007.

## Style musical
Ataru Nakamura se distingue par les deux styles différents dans lesquels elle chante. Son premier style est du rock/pop moderne. Son deuxième style est un son inspiré de l'enka ; jusqu'à présent, ses ballades dans le style enka ont été ses plus grands succès. Ses singles ont jusqu'ici alterné entre ces deux styles.

## Discographie

### Albums studio
| Titre                                                                                                  | Détails | Positions maximales en classement | Positions maximales en classement | Certificats            |
| Titre                                                                                                  | Détails | JPN Oricon                        | JPN Chaud Ventes                  | Certificats            |
| --- | --- | --------------------------------- | --------------------------------- | ---------------------- |
| Ten Made Todoke (天までとどけ, "Reaching Heaven")                                                      | - Sortie : 1er janvier 2007 - Label : AvexTrax - Formats : CD, CD+ DVD, téléchargement numérique            | 26                                | —                                 | - RIAJ : Or (physical) |
| Watashi o Daite Kudasai (私を抱いて下さい, "Please Hold Me")                                           | - Sortie : 5 décembre 2007 - Label : AvexTrax - Formats : CD, CD+DVD, téléchargement numérique              | 38                                | —                                 |                        |
| Ashita wa Haremasu Yō ni (あしたは晴れますように, "May Tomorrow Be a Clear Day")                       | - Sortie : 25 février 2009 - Label : AvexTrax - Formats : CD, CD+DVD, téléchargement numérique              | 59                                | 74                                |                        |
| Shōnen Shōjo (少年少女に, "Boy-Girl")                                                                  | - Sortie : 22 septembre 2010 - Label : Yamaha Music Communications - Formats : CD, téléchargement numérique | 65                                | 73                                |                        |
| Kikoeru (聞こえる, "I Can Hear It")                                                                    | - Sortie : 18 avril 2012 - Label : Yamaha - Formats : CD, téléchargement numérique                          | 76                                | 61                                |                        |
| Sekai no Mikata (世界のみかた, "Friend to the World")                                                  | - Sortie : 3 septembre 2014 - Label : Impérial Records - Formats : CD, 2CD+DVD, téléchargement numérique    | 67                                | 52                                |                        |
| Kyonen mo, Kotoshi mo, Rainen mo (去年も、今年も、来年も、, "Last Year, This Year, and Next Year Too") | - Sortie : 18 novembre 2015 - Label : Impérial - Formats : CD, téléchargement numérique                     | 106                               | 91                                |                        |
| Rutsubo (るつぼ, "Crucible")                                                                           | - Sortie : 5 décembre 2018 - Label : Impérial - Formats : CD, CD+DVD, téléchargement numérique              | 114                               | 89                                |                        |
| Mijuku Mono (未熟もの, "Immature")                                                                     | - Sortie : 15 janvier 2020 - Label : Impérial - Formats : CD, téléchargement numérique                      | 89                                | 60                                |                        |

### Albums de compilation
| Titre                                             | Détails                                                                                    | Positions maximales en classement | Positions maximales en classement |
| Titre                                             | Détails                                                                                    | JPN Oricon                        | JPN Chaud Ventes                  |
| ------------------------------------------------- | ------------------------------------------------------------------------------------------ | --------------------------------- | --------------------------------- |
| Wakage no Itari (若気の至り, "Youthful Mistakes") | - Sortie : 11 mai 2011 - Label : AvexTrax - Formats : CD, CD+DVD, téléchargement numérique | 101                               | 79                                |
| Watashi (私, "Me")                                | - Sortie : 29 septembre 2021 - Label : Impérial - Formats : 3CD+3 BD                       | À venir                           | À venir                           |

### Extended plays
| Titre                                   | Détails                                                                             | Positions maximales dans les classements | Positions maximales dans les classements |
| Titre                                   | Détails                                                                             | JPN Oricon                               | JPN Chaud Ventes                         |
| --------------------------------------- | ----------------------------------------------------------------------------------- | ---------------------------------------- | ---------------------------------------- |
| Niban-senji (二番煎じ, "Rehashes")      | - Sortie : 11 mai 2011 - Label : Yamaha - Formats : CD, téléchargement numérique    | 102                                      | 69                                       |
| Better Half (ベター・ハーフ, Betā Hāfu) | - Sortie : 21 juin 2017 - Label : Impérial - Formats : CD, téléchargement numérique | 144                                      | —                                        |

### Singles
| "Yogoreta Shitagi" (汚れた下着, "Dirty Underwear")                            | 2006 | 155 | —   |                                                   | Ten Made Todoke                                     |
| "Tomodachi no Uta" (友達の詩, "Friend Song")                                  | 2006 | 9   | —   | - RIAJ : Platine (digital) - RIAJ : Or (physical) | Ten Made Todoke                                     |
| "Watashi no Naka no "Ii Onna"" (私の中の「いい女」, "The 'Good Woman' in Me") | 2006 | 39  | —   |                                                   | Ten Made Todoke                                     |
| "Kaze ni Naru" (風になる, "Become the Wind")                                  | 2007 | 103 | —   |                                                   | Ten Made Todoke                                     |
| "Ringo Uri" (リンゴ売り, "Apple Seller")                                      | 2007 | 30  | —   |                                                   | Watashi o Daite Kudasai                             |
| "Hadaka Denkyū" (裸電球, "Naked Light Bulb")                                  | 2007 | 87  | —   |                                                   | Watashi o Daite Kudasai                             |
| "Kaze Tachinu" (風立ちぬ, "The Wind Doesn't Blow")                            | 2008 | 29  | — . |                                                   | Ashita wa Haremasu Yō ni                            |
| "Kotonakare Shugi" (事勿れ主義, "Peace at Any Price")                         | 2008 | 65  | — . |                                                   | Ashita wa Haremasu Yō ni                            |
| "Iede Shōjo" (家出少女, "Runaway Girl")                                       | 2010 | 90  | 61  |                                                   | Shōnen Shōjo                                        |
| "Zutto Kimi o Miteiru" (ずっと君を見ている, "Relentlessly Looking at You")    | 2012 | —   | —   |                                                   | Tanemaku Tabibito : Minori no Cha : bande originale |
| "Ikutoshitsuki" (幾歳月, "How Many Years and Months")                         | 2014 | 103 | 67  |                                                   | Sekai no Mikata                                     |
| "Koko ni Iru yo" (ここにいるよ, "I Am Here")                                  | 2015 | 103 | 76  |                                                   | Kyonen mo, Kotoshi mo, Rainen mo,                   |
| "-" indique les éléments qui n'ont pas été répertoriés.                       |      |     |     |                                                   |                                                     |

#### Singles promotionnels
| "Sekai ga Moetsukiru made" (世界が燃え尽きるまで, "Until the World Burns Out") | 2012 | 50 | Kikoeru                           |
| "Aibiki no Yoru" (逢いびきの夜, "Night of Snoring")                            | 2012 | —  | Kyonen mo, Kotoshi mo, Rainen mo, |
| "Ureshii" (うれしい, "Happy")                                                  | 2020 | —  | Mijuku Mono                       |
| "-" indique les éléments qui n'ont pas été répertoriés.                        |      |    |                                   |

## Filmographie
- 2022 : Hazard Lamp[11]